# Sam Vloemans
Sam Vloemans (Curaçao, 25 april 1979) is een Belgisch multi-instrumentalist, componist, arrangeur en producer. Hij speelt trompet, bugel, percussie, timbales en keyboards.

## Biografie
Sam Vloemans werd geboren in Curaçao (caraiben) maar verhuisde snel naar Meer(bij Hoogstraten) in België. Na zijn kunsthumaniora te Turnhout ging hij studeren aan het Koninklijk Vlaams Conservatorium Antwerpen en van Rotterdam.
Hij componeerde en arrangeerde voor verschillende eigen projecten en bands. Een eerste eigen project in 1999 was Grand Groove, later volgde het Sam Vloemans Quartet, met drummer Teun Verbruggen, bassist Henk de Laat en Arno Krijger op hammondorgel. 
Beide projecten tourden met de JazzLab Series.
Voor het 'Motives for Jazz' festival te Genk creëerde hij in 2006 het project MuStique, met muzikanten uit België, Nederland en Cuba.
Als 'Artist in residence' in 2008 in de Warande te Turnhout presenteerde hij 'Bord du Nord', met drummer Louis Debij en accordeonist Gwen Cresens, bassist Henk de Laat, gitarist Hendrik Braeckman en de Duitse gastzangeres Sabine Kühlich.
Met de Sam Vloemans Band (met onder andere toetsenist Mike Roelofs en gitarist Bart Oostindie) werden twee albums gemaakt: Otrabanda (2011), New Light (2013). Er volgde een remix album New Mixes (2015). Enkele tracks werden opgepikt door radiostations in Zuid-Amerika en de Verenigde Staten, zoals WMNF. De band was een van de week-bands tijdens het laatste seizoen van De laatste show (één).
Hij creëerde verschillende muziektheatervoorstellingen voor theaterhuis HETPALEIS: Water Lucht Aarde en Vuur (2004), Nachtmuziek (2007), Waar is het Feest? (2010), en Trilogie (2013). 
Hij schreef filmmuziek voor beeldend kunstenaar Hans Op de Beeck: 'Sea of Tranquility' (2010), en 'Vanishing Point' (2023) uitgevoerd door HERMESensemble, 'De Kers op de Taart' en 'Bobonnekoekjes' voor Frits Standaert. 
Klassiek werk ('Aplatanado', in opdracht van blazers ensemble Houthandel Antwerpen), en een opera in opdracht van I_SOLISTI_Belgian_wind_ensemble_Antwerp, Vlaamse Opera en HETPALEIS.
In 2013 was er een samenwerking met klassiek Ensemble Walter Boeykens. Daarvoor werden werken van Vloemans gearrangeerd voor strijkkwintet, piano en trompet door Michel Herr, Dree Peremans (trombonespeler), Mike Roelofs, Joppe Bestevaar en Vloemans.
In 2017 arrangeerde Ward Opsteyn, trompettist bij het Nationaal Orkest van België, enkele werken van Vloemans voor Brassband, met Vloemans als solist. 
Vloemans richtte in 2019 het internationale muziekcollectief Cargo Mas op. Het eerste album kwam uit in januari 2020, met gast bijdrages van onder andere trombonist Fred Wesley, bassiste Ida Nielsen, en Snarky Puppy trompettist Mike 'Maz' Maher. In 2022 kwamen twee ep's uit, met bijdrages van gitarist Cory Wong, bassist Reggie Washington, saxofonist Ian Handrickson-Smith en organist Simon Oslender. In datzelfde jaar speelde de band tijdens enkele concerten samen met trombonist Greg Boyer. Het collectief stond op diverse podia, waaronder het North Sea Jazz Festival, Jazz Middelheim, Paradiso, De Singel, OLT Rivierenhof en Zaal Lux.
Vloemans werkte samen met o.a. Dez Mona, Gabriel Rios, Belle & Sebastian, HERMESensemble, Black Flower, Luka Bloom, I_SOLISTI_Belgian_wind_ensemble_Antwerp, Michael Franti, Flat Earth Society (band), Wizards of Ooze, Philip Catherine, Antwerp Symphony Orchestra, Axelle Red, Texas (band), Moiano (band), Hannelore Bedert , Pieter Embrechts, Guido Belcanto, Buscemi, El Tattoo Del Tigre, Jaune Toujours, Zap Mama, Tourist LeMC, Tijs Vanneste , Bram Weijters, Paul Van Bruystegem
Hij werkte mee aan theater voorstellingen voor Het Toneelhuis, HETPALEIS, Kakkewieten, Bronstig Veulen, 4Hoog, Raamtheater, Pieter Embrechts, Dimitri Leue en Anke Zijlstra.
Vloemans leverde bijdrages aan de soundtracks van tv-reeksen en films zoals: De Smaak van De Keyser, Het varken van Madonna, Amateurs, Geub , Het Gordijnpaleis van Ollie Hartmoed.

## Discografie

### Albums
| Water lucht aarde en vuur               | 2006 |            |  |
| Nachtmuziek                             | 2007 |            |  |
| Bord du nord                            | 2008 |            |  |
| Sea of Tranquility (original sondtrack) | 2010 |            |  |
| Otrabanda                               | 2011 | 17-03-2012 |  |
| New Light                               | 2013 |            |  |
| Trilogie                                | 2014 |            |  |
| New Mixes                               | 2015 |            |  |
| Cargo Mas I                             | 2020 |            |  |
| Cargo Mas II (part one & two)           | 2022 |            |  |
| One - Ode                               | 2023 |            |  |
| Vanishing Point (original soundtrack)   | 2024 |            |  |

## Muzikale carrière

### Producties
- Grand Groove (1999)
- Sam Vloemans quartet (2002)
- MuStique (2004) voor het Motives Jazzfestival Genk
- Water, lucht, aarde en vuur (2004) voor jeugdtheater HETPALEIS
- Nachtmuziek (2007) voor jeugdtheater HETPALEIS
- Bord du Nord (2008) als artist in residence voor CC de Warande, Turnhut
- An evening with Sam (2009)
- Waar is het feest? (2010) voor jeugdtheater HETPALEIS
- Just Sam (2010)
- Sea of tranquility (soundtrack) (2010)
- Trilogie van Sam Vloemans (2011) voor jeugdtheater HETPALEIS
- Sam Vloemans & band - Otrabanda (2011)
- Sam Vloemans & band - New Light (2013)
- Sam Vloemans & band - New Light New Mixes (2014)
- Babel (opera i.s.m. I Solisti del Vento, Vlaamse Opera en HETPALEIS) (2015)
- Cargo Mas I (2020)
- Cargo Mas II (2022)
- One - Ode (2023)
- Vanishing Point (soundtrack) (2024)

### Theater
- Uil en leeuwerik -  Ianka Fleerackers
- Feesten - HETPALEIS
- Lodewijk de Koningspinguin - HETPALEIS
- Frustration Island - Kakkewieten/HET PALEIS
- Wie bepaalt wat onkruid is? - Bronstig Veulen
- Oben morgen - Toneelhuis
- Qu'on sert theatral - Pieter Embrechts
- De Tip van je Tenen - HETPALEIS en 4Hoog
- Wint wind? - Anke Zijlstra
- Droomkoorts - Anke Zijlstra
- Nachtkant, life is but a dream - Niek Kortekaas & Zeeland Nazomerfetival